# Von Angesicht zu Angesicht (Star Trek: Raumschiff Voyager)
Von Angesicht zu Angesicht (Originaltitel: Faces) ist die 14. Episode der ersten Staffel der US-amerikanischen Science-Fiction-Fernsehserie Star Trek: Raumschiff Voyager. Sie wurde in englischer Sprache erstmals am 8. Mai 1995 auf UPN ausgestrahlt. In Deutschland war sie zum ersten Mal am 13. September 1996 in einer synchronisierten Fassung bei Sat.1 zu sehen.

## Handlung
Im Jahr 2371 bei Sternzeit 48784.2 verliert die Voyager den Kontakt zu einem Shuttle, das einen Planeten erforscht. An Bord befinden sich der Pilot Tom Paris, Chefingenieurin B’Elanna Torres und Lieutenant Peter Durst. Sie werden von Vidiianern entführt und Torres wird von den anderen getrennt. Sie findet sich in der Gewalt des Arztes Sulan wieder, dem es irgendwie gelungen ist, sie zu verändern, denn sie ist nun nicht mehr halb-menschlich, halb-klingonisch, sondern eine reine Klingonin. Sulan erklärt, ihre klingonische Genstruktur zeige eine vielversprechende Widerstandskraft gegen die Fresszellen, die sein Volk plagen. Er hat sie infiziert, um zu sehen, was passiert. Darüber hinaus scheint er auch ein persönliches Interesse an Torres zu entwickeln.
Paris und Durst werden in eine Baracke geführt, wo sie von einem talaxianischen Mitgefangenen erfahren, dass sie hier für die Vidiianer Tunnel graben sollen. Wer zu schwach zum Arbeiten ist, wird in die Organverarbeitung gebracht. Ihre Fluchtpläne hält der Talaxianer für aussichtslos. Zunächst wollen Paris und Durst aber herausfinden, was mit Torres passiert ist. Nach einiger Zeit wird Paris aus dem Schlaf gerissen, als eine neue Person in die Baracke gebracht wird: Es ist Torres, aber sie ist rein menschlich. Sie fühlt sich schwach und verängstigt. Sie erzählt Paris, dass ihre komplette klingonische DNA entfernt wurde. Ihre klingonische Hälfte hat sie früher nie gemocht, doch jetzt fühlt sie sich ohne sie unvollständig.
Die klingonische Torres versucht derweil in Sulans Labor, sich von ihren Fesseln zu befreien und Sulan zu einer Unvorsichtigkeit zu verleiten, indem sie vorgibt, klingonische Frauen seien für ihren sexuellen Appetit bekannt. Sulan merkt, dass sie es nicht ernst meint, versucht aber, Verständnis in ihr zu wecken, dass er lediglich versucht, sein Volk von den Fresszellen zu heilen. Wenn ihm dies gelingt, wird er auch nicht mehr so entstellt aussehen wie jetzt. Kurz darauf kommt eine Wache in die Baracke, um Durst mitzunehmen. Paris will das nicht zulassen, doch da die Vidiianer bewaffnet sind, bleibt ihm keine Wahl. Durst wird von den Vidiianern getötet und seine Organe werden Erkrankten eingepflanzt. Sulan lässt Dursts Gesicht auf das seine verpflanzen. Damit überrascht er die klingonische Torres und hofft, dass er dadurch auf sie nicht mehr so abstoßend wirkt. Torres ist von diesem Anblick allerdings gar nicht begeistert. Es gelingt ihr, ihre Fesseln zu sprengen. Sie versucht, Sulan zu erwürgen, doch als Wachen eintreffen, muss sie die Flucht ergreifen.
Die Voyager erreicht den Planeten und sucht nach den Vermissten. Dabei stößt Sicherheitschef Tuvok auf einen Tunnel, der durch ein Kraftfeld versperrt ist, dessen Energiekonfiguration er den Vidiianern zuordnen kann. Eine Analyse von Einsatzoffizier Harry Kim ergibt, dass sich bei der Remodulierung des Kraftfeld kurzzeitig Mikrorisse bilden. Diese könnten es erlauben, eine Person in die Basis der Vidiianer zu beamen. Der erste Offizier Chakotay meldet sich freiwillig und lässt sich vom Doktor das Aussehen eines Vidiianers verpassen, um nicht selbst gefangen genommen zu werden.
Paris und die menschliche Torres werden zur Arbeit eingesetzt. Torres hat schon bald keine Kraft mehr und ist außerdem vor Angst völlig paralysiert. Paris ist besorgt, dass die Vidiianer sie töten werden. Tatsächlich wird sie schon bald von einer Wache fortgeschafft, allerdings nur zurück in die Baracke. Dort versucht sie, über eine Sicherheitskonsole die Voyager zu kontaktieren, was aber von den Vidiianern bemerkt wird. Die klingonische Torres trifft auf den Talaxianer und erfährt von ihm, dass Paris in den Tunneln arbeitet und dass es hier in der Baracke noch einen weiblichen Menschen gibt. Neugierig sucht sie die Baracke auf und trifft dort auf die menschliche Torres, die sie vor mehreren vidiianischen Wachen retten muss. Gemeinsam treten sie die Flucht durch das Höhlensystem an. Nach einer Stärkung am Lagerfeuer streiten sie kurzzeitig, denn die menschliche Torres findet, dass ihre klingonische Hälfte ihr immer nur Pech im Leben gebracht hat. Sie raufen sich aber zusammen und beschließen, zurück in Sulans Labor zu gehen und von dort aus das Kraftfeld zu deaktivieren, damit sie von der Voyager gerettet werden können.
Chakotay ist unterdessen ins Innere der Basis gelangt. Er macht Paris ausfindig und schleust ihn an einer Wache vorbei, indem er behauptet, er solle ihn in die Organverarbeitung bringen. Die beiden Torres’ erreichen das Labor und machen sich an die Arbeit. Dabei lösen sie einen Alarm aus, der Sulan herbeiruft. Er bedroht die menschliche Torres, wird aber entwaffnet, als auch Chakotay und Paris das Labor erreichen. Die menschliche Torres deaktiviert das Kraftfeld, wodurch nun Kontakt zur Voyager besteht. Sulan ergreift eine weitere Waffe und feuert auf sie. Die klingonische Torres reagiert jedoch schnell und wirft sich in die Schussbahn. Dabei wird sie lebensgefährlich verwundet. 
Chakotay, Paris und die beiden Torres’ werden auf die Voyager gebeamt. Die klingonische Torres verstirbt kurz darauf an ihrer Schussverletzung. Der Doktor findet heraus, dass die Proteinsynthese in den Zellen der menschlichen Torres erheblich beeinträchtigt wurde. Ohne klingonische DNA wird sie nicht überleben. Sie reflektiert, dass sie als Mensch erstmals in ihrem Leben einen inneren Frieden verspürt hat. Aber ihr ist auch klar, dass sie ohne ihre klingonischen Anteile unvollständig ist und sie hat sie inzwischen zu schätzen gelernt. Daher akzeptiert sie, dass der Doktor sie wieder mit ihren klingonischen Genen vereint.

## Verbindungen zu anderen Star-Trek-Produktionen
Die Aufspaltung einer Hauptfigur in zwei Persönlichkeiten war bereits das zentrale Thema in der Folge Kirk : 2 = ? der Originalserie Raumschiff Enterprise. aus dem Jahr 1966. Hier wird James T. Kirk durch einen Transporterunfall in eine gute und eine böse Hälfte aufgespalten. Die Aufspaltung einer halb-menschlichen, halb-außerirdischen Figur wurde erstmals 1976 in Claire Gabriels nicht-kanonischer Kurzgeschichte Ni Var thematisiert, in der Spock in seine menschliche und seine vulkanische Hälfte geteilt wird. Im kanonischen Teil des Star-Trek-Franchises wurde die Grundprämisse von Ni Var in Folge 2.05 (Scharaden) von Star Trek: Strange New Worlds wieder aufgegriffen.
In Folge 2.19 (Lebensanzeichen) von Star Trek: Raumschiff Voyager aus dem Jahr 1996 werden die Ereignisse aus Von Angesicht zu Angesicht noch einmal erwähnt.
Peter Durst ist das erste Besatzungsmitglied der Voyager, das während ihrer Heimreise stirbt.

## Produktion

### Drehbuch
Von Jonathan Glassner stammte die Idee, dass Torres in zwei Hälften aufgespalten wird. Er dachte dabei zunächst an ein Experiment mit dem eine Spezies ihre eigene Reinrassigkeit verbessern will. Kenneth Biller machte aus dieser Spezies die Vidiianer, die bereits in Folge 1.05 (Transplantationen) eingeführt worden waren und die mit diesem Experiment eine Krankheit heilen wollen.

### Darsteller
Sowohl Roxann Biggs-Dawson als auch Brian Markinson spielen in dieser Folge eine Doppelrolle.
Brian Markinson hatte Peter Durst zuvor bereits in Folge 1.13 (Bewusstseinsverlust) von Star Trek: Raumschiff Voyager gespielt. Er hatte außerdem Vorin in Folge 7.13 (Die oberste Direktive) von Raumschiff Enterprise – Das nächste Jahrhundert gespielt. Später spielte er noch Elias Giger in Folge 5.25 (Die Karte) von Star Trek: Deep Space Nine.
Rob LaBelle, Darsteller des talaxianischen Gefangenen, spielte auch Kafar in Folge 3.05 (Das Wurmloch) und einen weiteren Talaxianer namens Oxilon in Folge 7.23 (Eine Heimstätte) von Star Trek: Raumschiff Voyager.

### Kulissen
Der Handlungsort dieser Folge hätte ursprünglich ein Dschungelplanet sein sollen. Aus Kostengründen wurde aber auf preisgünstigere Höhlensets zurückgegriffen.

## Rezeption
Die Folge wurde 1995 für einen Primetime Emmy Award in der Kategorie „Beste Einzelleistung im Make-up für eine Serie“ nominiert.
Keith DeCandido bewertete Von Angesicht zu Angesicht 2020 auf tor.com als eine eher schlechte Folge von Star Trek: Raumschiff Voyager. Er fand, dass Roxann Biggs-Dawson Torres’ menschliche Hälfte sehr gut spielt, ihre klingonische Hälfte hingegen recht unglaubwürdig. Dass Torres’ Intellekt von ihrer menschlichen und ihre Aggressivität von ihrer klingonischen Seite kommt und dass am Ende der Folge beide Seiten wieder vereint werden müssen, fand DeCandido allzu vorhersehbar und hätte sich hier eine unerwartete Wendung erwünscht. Er rechnete es der Serie an, dass Durst bereits in der vorangegangenen Folge eingeführt worden war. Sein Tod war daher zumindest ein wenig bedeutungsvoll, wurde dann aber doch zu schnell beiseite gewischt. Als sehr ärgerlich empfand DeCandido die erschreckende Ineffektivität der Voyager-Besatzung. Bei der letzten Begegnung mit den Vidiianern hatte Janeway mit schwerwiegenden Konsequenzen gedroht, sollte ihr Schiff noch einmal angegriffen werden. Doch weder werden die Vidiianer für den Mord an Durst bestraft, noch werden ihre anderen Gefangenen befreit.
Monita Mohan zählte Von Angesicht zu Angesicht 2022 auf der Website collider.com zu den 25 besten Folgen von Star Trek: Raumschiff Voyager.